# Of Late I Think of Rosewood
"Of Late I Think of Rosewood" é o décimo primeiro episódio da sexta temporada e o 131º no geral da série de televisão Pretty Little Liars, adaptação da série de livros homônima escrita por Sara Shepard. Servindo como a estreia da segunda parte da temporada, o episódio será transmitido em 12 de janeiro de 2016. Escrito por Joseph Dougherty e dirigido por Ron Lagomarsino, o episódio começará cinco anos depois dos acontecimentos de "Game Over, Charles", com as protagonistas graduadas na faculdade. O episódio irá incluir uma nova abertura, depois de usar a mesma desde a estreia da série.

## Enredo
Após os acontecimentos do episódio anterior, este episódio retrata as protagonistas retornando à Rosewood a pedido de Alison (Sasha Pieterse), que deseja que elas testemunhem em relação à soltura de Charlotte (Vanessa Ray) da clínica em que esteve se reabilitando. Quando Aria (Lucy Hale), Spencer (Troian Bellisario), Hanna (Ashley Benson) e Emily (Shay Mitchell) retornam à cidade, agora com suas carreiras concretas—exceto no caso de Emily, que desistiu da faculdade devido à morte do pai—, o lugar está reestruturado. Cada uma reencontra seus familiares e, após, encontram Alison, que implora para elas mentirem no tribunal. No tribunal, todas as garotas mentem sobre como sentem-se em relação à Charlotte, exceto Aria, que relembra momentos passados ocorridos enquanto estava sendo perseguida por "A". Após, as garotas recebem a notícia que Charlotte foi liberada do hospital e resolvem "celebrar" no Radley, antigo sanatório e atual hotel. Na manhã seguinte, elas recebem uma ligação de Alison assustada, afirmando que Charlotte havia desaparecido. Mais tarde, os policiais de Rosewood encontram o corpo de Charlotte jogado no gramado da igreja da cidade.
No funeral de Charlotte, as garotas reveem Sara (Dre Davis) e antigas sensações retornam, com elas perguntando-se o porquê dela ter aparecido. Após todos irem embora, o detetive Lorenzo (Travis Winfrey) revela que Charlotte estava morta antes de cair do topo da igreja. Enquanto as garotas olhavam para o topo da igreja, alguém secretamente as vigiava.

## Referência do título
"Of Late I Think of Rosewood" faz referência ao episódio "Of Late I Think of Cliffordville" da quarta temporada da série de televisão The Twilight Zone, que estreou em 11 de abril de 1963 na CBS. Nia Peeples revelou sua aparição no episódio como Pam Fields e o título do mesmo na plataforma Instagram.

## Produção
"Of Late I Think of Rosewood" será dirigido por Ron Lagomarsino e escrito pelo produtor executivo Joseph Dougherty, que servirá como o terceiro crédito de escrita de Dougherty da sexta temporada. O título foi revelado pela atriz Nia Peeples no Instagram. A mesa de leitura para a estréia da segunda parte da temporada foi em 16 de junho de 2015. As filmagens começaram pouco depois de 19 de junho de 2015 e encerraram em 26 de junho de 2015. Troian Bellisario revelou no Twitter que o elenco filmou a tomada mais longa da série, com duração de 24 minutos, no episódio. O episódio irá incluir uma nova abertura para a série, e vai estar mostrando os personagens após o salto de cinco anos.
O salto de cinco anos na série foi confirmado pela showrunner da série I. Marlene King em uma entrevista para a E! News. King expressou sua emoção em uma entrevista à Entertainment Tonight em contar mais histórias adultas para os personagens, já que ela disse que as atrizes haviam "superado os anos de adolescente". King comentou sobre o ritmo do tempo, dizendo: "O tempo estava se movendo muito lentamente em Rosewood e estávamos prontos para acelerá-lo." O produtor executivo Oliver Goldstick revelou que junto salto do tempo, uma das meninas estaria casada. Sobre o novo enredo, Lucy Hale comentou: "Nós não poderíamos ter pedido nada melhor." Shay Mitchell também comentou sobre como a série seria diferente: "Vai ser como um série totalmente nova e vai ser bom para dar aos nossos fãs uma série que eles já conhecem e personagens que já amam, mas agora as meninas são tão antigaa quanto nossos fãs que estão assistindo isso. Isto parece um novo começo."
King relatou à TVLine que o salto no tempo já estava sendo planejado há tempo: "Nós temos falado sobre [o salto tempo] durante anos. Este é o mesmo grupo de escritores que estiveram aqui desde o dia 1, então um monte de idéias que foram cogitadas, em até dois ou três anos, só agora estão vindo à fruição." Goldstick comentou atenciosamente sobre as ameaças de A, dizendo: "Isso nos dá uma oportunidade para ver qual era o dom da 'A.' Qual foi o presente de 'A' que edificou todas estas meninas de diferentes maneiras?" Ele continuou comentando sobre o envolvimento das garotas:
| “ | Se você olhar para trás, elas eram moles na primeira temporada — elas não estavam totalmente formadas ou completamente confiantes e não tinham certeza sobre a sua identidade. Agora você ter o prazer de ver tudo cinco anos mais tarde. Será que elas sublimam essa experiência? Será que elas falam sobre isso com outras pessoas e dizem: 'Isto é o que eu passei durante meus anos de ensino médio.' - Oliver Goldstick para a BuzzFeed. | ” |

Durante uma entrevista para a Entertainment Weekly, King revelou que as meninas estariam um ano fora da faculdade: "Tomamos essa decisão para que elas pudessem ter uma ano para terminar a escola e se firmarem eu suas carreiras desejadas, então o guarda-roupa, cabelo, maquiagem e estilo delas refletem quem elas são profissionalmente em suas vidas." Ela confirmou que as meninas têm vivido uma vida livre nos últimos cinco anos, sem a tortura e tormenta de A, mas continuam tendo experiências pós-traumáticas algumas vezes.

## Recepção

### Transmissão
"Of Late I Think of Rosewood" foi transmitido em 12 de janeiro de 2016 pela Freeform e foi assistido por 2.25 milhões de telespectadores.